# دوره نهم مجلس شورای ملی
دوره نهم مجلس شورای ملی در ۲۴ اسفند ۱۳۱۱ (۱۸ ذی القعده ۱۳۵۱ ه.ق.) بازگشایی شد و در ۲۴ فروردین ۱۳۱۴ (۱۰ محرم ۱۳۵۴ ه.ق.) به پایان رسید. نخستین جلسه علنی این دوره در ۲۴ فروردین ۱۳۱۲ برگزار شد.
ریاست مجلس نهم در دست عدل الملک بود. ۱۳۵ نماینده به مجلس راه یافتند که سه نفر از آن‌ها در طی دورهٔ نهم، سلب مصونیت شدند.

## رخدادهای مهم
- ۲۹ فروردین ۱۳۱۲: رأی اعتماد به چهارمین کابینه مخبر السلطنه هدایت
- ۲۶ شهریور ۱۳۱۲: رأی اعتماد به کابینه محمدعلی فروغی
- ۷ خرداد ۱۳۱۲: اعطای امتیاز نفت به شرکت نفت انگلیس و ایران محدود
- ۸ خرداد ۱۳۱۳: تصویب قانون تأسیس دانشگاه تهران
- ۳ دی ۱۳۱۳: تصویب قانون اوقاف